# 망각 (1967년 영화)
"망각"은 1967년 공개된 대한민국의 영화이다.

## 배역
- 신성일
- 문정숙
- 최남현